# Docència híbrida
La docència híbrida és una modalitat alternativa d'ensenyament i aprenentatge que combina l'educació presencial tradicional amb les classes virtuals i a distància. Aquest sistema va néixer paral·lelament a la popularització d'Internet i als avenços tecnològics que facilitaven l'accés a la xarxa. Va començar a gestar-se en la dècada dels 90 als Estats Units i, amb el desenvolupament del coneixement sobre el món digital, va anar adquirint rellevància a tot el món. Aquest tipus de docència va suposar una gran alternativa per a tots aquells alumnes que per algun motiu (temps, distància, etc.) no podien assistir als centres educatius.
La docència híbrida no només implementa l'ús de les noves tecnologies en l'educació, sinó que aprofita les possibilitats d'Internet per donar-li a cada alumne una experiència més personalitzada i d'acord a les seves necessitats. És un programa educatiu formal en el qual l'estudiant realitza una part del seu aprenentatge en línia, exercint així un cert grau de control sobre el temps, lloc, ruta o ritme del mateix. El seu avantatge clau, més enllà de la seva conveniència i flexibilitat, és la possibilitat de brindar a l'alumnat una educació personalitzada a les seves necessitats i interessos.
En un primer moment, la docència híbrida va tenir una major acollida en estudis universitaris, màsters i doctorats. No obstant això, la pandèmia de COVID-19 va provocar una ràpida difusió d'aquest tipus de docència en col·legis i instituts, que van començar a alternar l'ensenyament presencial amb la virtual per evitar aglomeracions i reduir la probabilitat de contagis en els centres, procurant alhora que tot això no afectés negativament a l'educació dels estudiants.

## Models de docència híbrida
Quan es parla de docència híbrida es fa referència a la combinatòria de mitjans mitjançant els quals s'imparteix l'educació. Per tant, hi ha diferents classes de models, metodologies o filosofies específiques basades en la docència híbrida.

### Rotació d'estació
Els alumnes són dividits en grups que van rotant a través de diferents 'estacions'. En unes d'elles realitzen aprenentatge en línia, en altres activitats col·laboratives, o classe presencial amb un professor.

### Rotació individual
En aquest cas cada un dels alumnes té un horari determinat pel professor o per algun algoritme, de manera que només atén les activitats requerides en la seva ruta personalitzada.

### Aula invertida
El lema d'aquest model és «aprenentatge en línia, aplicació offline». L'alumne aprèn nous conceptes a casa mitjançant lectures, vídeos i exercicis, i aplica els seus coneixements realitzant projectes sota supervisió d'un instructor. Els estudiants accedeixen al contingut teòric del curs a casa i a l'aula desenvolupen activitats sota el suport i assessorament dels seus professors.

### Flexible
L'alumne avança al seu propi ritme, treballant el contingut del pla curricular a través d'una plataforma en línia i el docent li proveeix suport i assistència presencial en un horari flexible i sota demanda.

### A la carta
Li permet a l'estudiant prendre un curs amb un mestre en línia a més de la seva càrrega acadèmica presencial. Aquest model és útil per a institucions que per alguna raó no poden proveir certes oportunitats d'aprenentatge.

### Model virtual enriquit
Els estudiants completen la major part del seu treball en línia, però han de complir amb cert nombre d'hores d'aprenentatge presencial.
No hi ha una classificació estrictament definida dels tipus de docència híbrida que existeixen, per la qual cosa es podria fer referència a molts altres models que de la mateixa manera que els esmentats anteriorment, combinen l'educació en línia amb l'ensenyament tradicional.

## La docència híbrida a Espanya després de la pandèmia de COVID-19
El 14 de març de 2020 va decretar a Espanya l'estat d'alarma, a causa de la pandèmia de COVID-19. Es van tancar tots els centres educatius de país i es va ordenar el confinament domiciliari d'infants i joves, així com de la població en general (excepte dels que realitzaven serveis essencials). Es va haver de reorganitzar, en molt poc temps, la totalitat el sistema educatiu perquè els 10 milions d'estudiants de país poguessin continuar amb els seus estudis. La docència presencial va ser substituïda per l'ensenyament telemàtic. El govern, de fet, va establir en el Reial Decret 463/2020, de 14 de març (BOE, 2020), que, durant el confinament, es mantindrien "les activitats educatives a través de les modalitats a distància i en línia, sempre que resulti possible".
Així, professors i estudiants es van veure obligats, durant uns mesos, a causa de la crisi del coronavirus, a romandre a casa seva i a seguir el curs acadèmic de forma online, sense mantenir cap tipus de contacte físic. No obstant això, una millora de la situació sanitària en els mesos d'estiu, va permetre que el curs 2020-2021 comencés amb un major grau de presencialitat i es va establir, en molts casos, la docència híbrida.
L'emergència sanitària del COVID-19 ha reestructurat el sistema de docència dels centres educatius i universitats, ja no només d'Espanya sinó a nivell internacional. La necessària transformació de l'activitat docent presencial ha suposat per a les institucions educatives el repte d'iniciar una transició cap a una docència més digital. S'ha produït un salt tecnològic, que ha obligat a repensar, en molt poc temps, un nou funcionament per a les classes teòriques en línia, però també per a les pràctiques i, fins i tot, per a les activitats extraescolars, esportives, científiques o artístiques. Tot i la urgència del canvi i de la manca de recursos, ha estat una bona oportunitat per al desenvolupament d'activitats formatives per al professorat i per a la implementació de noves eines en les seves metodologies d'ensenyament.

## Avantatges i inconvenients de la docència híbrida[calcitació]
El model híbrid de docència té nombrosos avantatges. En primer lloc, permet conciliar feina, estudis i situació familiar. A més, dota els alumnes de més autonomia i millora les seves habilitats de comunicació i interpretació. Aprenen a autoregular-se i a organitzar-se, ja que no tenen un professor pendent d'ells cada dia. Pel que fa als exercicis i treballs, hi ha una major flexibilitat i la retroalimentació es produeix més ràpidament. Els alumnes tenen més accés a la informació i una major quantitat de recursos disponibles a la xarxa.
No obstant això, el desenvolupament d'aquest tipus de docència ha deixat veure que hi ha inconvenients que els professors o els centres educatius han d'intentar evitar d'alguna manera. La manca d'un control diari pot desmotivar alguns alumnes. La falta de comunicació entre el professor i l'alumne pot generar desconfiança, sobretot en el procés d'avaluació. A més, la reducció de la interacció social física pot generar dificultats a l'estudiant per desenvolupar les seves habilitats socials en l'àmbit laboral i social.

## Impacte de la docència híbrida en els estudiants
La docència híbrida preocupa a docents i experts, que pensen que pot tenir un greu impacte en els estudiants i, especialment, en nens amb problemes com la falta de motivació, l'abús de les tecnologies, la falta de concentració, o trastorns com TDHA, autisme, o conductes disruptives. La manca d'una rutina estable i fixa de la docència híbrida pot resultar totalment contraproduent per a l'ensenyament dels alumnes. La disciplina que suposa anar diàriament a classe és beneficiosa i necessària i, per això, imprescindible per a una educació completa. A més, la docència híbrida suposa un augment de les hores que els estudiants passen davant de l'ordinador. Els nens i adolescents que, cada vegada passen més hores davant les pantalles i que tenen una gran tendència a tancar-se a la seva habitació i passar hores en línia, necessiten assistir als seus centres educatius, ja no només per motius acadèmics, sinó per una pura necessitat de socialització.